# Radio Meuh
Radio Meuh est une webradio indépendante créée à La Clusaz par Philippe Thévenet en 2007,,.

## Présentation
Non présente sur la bande FM, elle est écoutée uniquement en ligne, sur internet. À ce titre, elle peut être écoutée partout, et l'est beaucoup par des populations urbaines à Paris, Lyon, ou Nantes, bien qu'installée en Haute-Savoie. Elle est purement musicale, s'appuyant sur une ligne de groove et de funk. D'après l'ACPM-OJD, elle devance en écoute des radios telles que Radio Nova, Radio Classique, ou France Musique. En avril 2016, Radio Meuh est classée « 6e radio digitale la plus écoutée de France ». En janvier 2020 elle est placée 12ème sur les 500 radios digitales de ce même classement.
Radio Meuh propose une application iPhone et Android permettant de l'écouter facilement sur smartphone.

## Classement et distinction
Elle est classée à la onzième place des radios numériques, avec 2,5 millions d’écoutes actives mensuelles en décembre 2017. En 2018, la radio obtient le Grand Prix Webradio 2018.

## Radio Meuh Circus Festival
Radio Meuh organise un festival annuel : Radio Meuh Circus Festival, qui se tient généralement en avril, dont Laurent Garnier est un habitué.
L'année 2018 voit l'organisation de la 6e édition, avec une durée de 5 jours.
L'édition 2020 devait se tenir entre le jeudi 26 mars et le dimanche 29 mars. Des artistes internationaux comme David Walters, Laurent Garnier et Flammer Dance Band sont annoncés à la programmation mais l'événement est annulé en définitive en raison des restrictions sanitaires liées à la crise du coronavirus.

## Publicité
Entre 2007 et 2021, la radio a diffusé de la musique 24 h/24 sans coupure publicitaire. Depuis 2021, une publicité est insérée au début des flux audio,